# Holomelina nigrifera
Holomelina nigrifera là một loài bướm đêm thuộc phân họ Arctiinae, họ Erebidae.